# Jeremy Kilpatrick
Jeremy Kilpatrick (* 21. September 1935 in Fairfield, Iowa; † 17. September 2022) war ein US-amerikanischer Mathematikdidaktiker.

## Leben und Werk
Jeremy Kilpatrick studierte an der University of California in Berkeley mit dem Bachelor-Abschluss (A.B.) 1956 und dem Master-Abschluss (M.A.) 1960 sowie an der Stanford University, an der er 1962 einen Master of Science erhielt und 1967 bei Edward G. Begle (mit George Pólya als zweitem Referenten) in Mathematikpädagogik promoviert wurde (Analyzing the Solutions of Word Problems in Mathematics: An Exploratory Study). Von 1961 bis 1963 war er Lehrassistent an der School Mathematics Study Group in Stanford und danach Forschungsassistent. 1967 wurde er Assistant Professor und später Associate Professor am Teachers College der Columbia University. Seit 1975 war er Professor für Mathematikpädagogik an der University of Georgia, an der er 1993 Regents Professor wurde.
1995 wurde er Ehrendoktor in Göteborg. 2007 erhielt er die Felix Klein Medal der International Commission on Mathematical Instruction (ICMI). 1973/74 war er Gastprofessor in Cambridge, 1988 Distinguished Scholar an der San Diego State University. Er lehrte auch an verschiedenen anderen europäischen und lateinamerikanischen Universitäten (so auch 1976 in Deutschland). Als Fulbright-Stipendiat war er in Neuseeland (1987), Kolumbien, Spanien (1989) und Schweden. Er war zweimal Vizepräsident der ICMI und war Mitglied des Mathematical Sciences Education Board der USA.
Kilpatrick war im Komitee des National Research Council, das 2001 den Report über Mathematikunterricht Adding it up herausgab, und im Mathematics Study Panel der RAND Corporation, die 2002 den Report Mathematical Proficiency for All Students herausgaben. Er ist leitender Wissenschaftler des Center for Proficiency in Mathematics Teaching (CPTM) der University of Georgia und der University of Michigan, das von der National Science Foundation gefördert wird.
Er befasste sich unter anderem mit der Auswertung von Mathematik-Curricula, Problemlösefähigkeiten und Problemlösen in der Mathematik, Studien über Mathematik-Tests und Geschichte der Forschung zur Mathematikpädagogik. Von 1969 bis 1975 war er Herausgeber von Übersetzungen zur Mathematikpädagogik aus dem Russischen (Soviet Studies in the Psychology of Learning and Teaching Mathematics, erschienen bei der School Mathematics Study Group in Stanford). Er war von 1982 bis 1988 Herausgeber des Journal of Research in Mathematics Education. 
1996 war er Herausgeber der Kapitel über Curriculum im International Handbook of Mathematics Education und 1998 der Kapitel über Forschung im Second International Handbook of Mathematics Education.
Kilpatrick starb am 17. September 2022 im Alter von 86 Jahren.

## Schriften
- Herausgeber mit W. Gary Martin, Deborah Schifter: A Research Companion to Principles and Standards for School Mathematics, National Council of Teachers of Mathematics, 2003
- Herausgeber mit George M. A. Stanic: A History of School Mathematics, 2 Bände, National Council of Teachers of Mathematics, 2003
- mit Jane Swafford: Helping Children Learn Mathematics, National Academies Press 2002
- als Herausgeber: Meaning in Mathematics Education, Springer 2005
- mit Jane Swafford, Bradford Findell (Hrsg.): Adding it up : helping children learn mathematics, National Academy Press 2001 (Mathematics Learning Study Committee, National Research Council)
- Herausgeber mit Anna Sierpinska:  Mathematics education as a research domain : a search for identity ; an ICMI study, Kluwer 1998
- mit George Polya:  The Stanford mathematics problem book : with hints and solutions, Teachers College Press, New York 1974
- History of research in mathematics education, in: Stephen Leman (Hrsg.), Encyclopedia of Mathematics Education, Springer 2014
- Problem solving in mathematics, Review of Educational Research, Band 39, 1969, S. 523–533
- A retrospective account of the past twenty-five years of research on teaching mathematical problem solving, in E. A. Silver (Hrsg.), Teaching and learning mathematical problem solving, Erlbaum 1985, S. 1–16
- A history of research in mathematics education, in: Douglas A. Grouws (Hrsg.), Handbook of Research on Mathematics Teaching and Learning, Macmillan 1992
- mit Lynn Hancock, Denise S. Mewborn, Lynn Stallings: Teaching and learning cross-country mathematics: a story of innovation in precalculus, in: Senta A. Raizen, Edward D. Britton (Hrsg.), Bold Ventures: Case Studies of U.S. Innovations in Mathematics Education, Band 3,  Kluwer 1996, S. 133–244